# AR (EP)
AR é o extended play (EP) de estreia da cantora estadunidense Addison Rae, lançado em 18 de agosto de 2023 através da Sandlot Records.
AR é um projeto pop e bubblegum pop com influências de electropop, synth-pop e dance-pop, as quais a Rolling Stone descreveu como um "pop plástico e puro que o público online não ironicamente devora". Consiste em quatro faixas, ao passo que o single de estreia de Rae, "Obsessed", aparece como faixa bônus no Spotify. O EP foi recebido com elogios da crítica por suas músicas marcantes, refrãos cativantes e pela capacidade de Rae de canalizar a nostalgia da era pop dos anos 2000 e 2010.
No Spotify, o projeto ficou entre as dez maiores estreias do ano por um EP feminino, com 6.6 milhões de streams em sua primeira semana. O EP também estreou na 19ª posição da Billboard Heatseekers Albums.

## Antecedentes
Em março de 2021, Rae lançou seu single de estreia, "Obsessed". Dois meses depois, ela começou a compartilhar sobre o lançamento de um álbum de estreia. Ela revelou que o álbum seria sobre "experiências que [ela] passou ou sentimentos que [ela] teve e diferentes mentalidades que [ela] teve no ano anterior". Em junho de 2021, foi revelado que Rae estava trabalhando em um extended play (EP) com artistas como Charli XCX e Benny Blanco, e que ela tinha quatro músicas prontas para serem lançadas. Em setembro de 2021, Rae deveria se apresentar ao vivo no iHeartRadio Music Festival, mas mais tarde anunciou que ainda não estava pronta para se apresentar. Apesar do suposto lançamento para 2021, o projeto foi arquivado após a péssima recepção do single de estreia de Rae, e ela considerou desistir totalmente da música.
Em janeiro de 2022, trechos de faixas inéditas de Rae viralizaram online e geraram reações positivas. A canção "I Got It Bad", que teve alguns trechos divulgados pela própria Rae em 2021, vazou junto com "Nothing On (But the Radio)", que era originalmente uma música descartada de Lady Gaga. Ao longo do ano, mais demos inéditas de Rae vazaram online. Ela rapidamente construiu um culto de seguidores entre os "queers obcecados pela cultura pop" depois que eles notaram através do Spotify que seu gosto musical "abrange do hip-hop inovador recente até a nata do R&B produzido por Timbaland dos anos 2000". Depois que Rae viu o entusiasmo dos fãs com o material vazado, ela recuperou a confiança para lançar mais músicas.
Em fevereiro de 2023, Rae começou a anunciar um novo lançamento depois de mudar sua biografia do Spotify para "Addison Rae 2023". Em 14 de agosto de 2023, Rae anunciou que lançaria um EP composto por algumas músicas inéditas que fariam parte de seu "álbum perdido". Ela afirmou que "queria que este EP fosse uma nota final dos últimos anos e um trampolim em [sua] carreira".

## Recepção
AR recebeu avaliações positivas da crítica. Jason Lipshutz, da Billboard, escreveu que o EP "não soa como uma coleção de coisas diversas: em vez disso, as cinco músicas cativam o ouvinte com melodias frescas e explosões de personalidade, apresentando a jovem de 22 anos como um rápido estudo desse gênero pop", acrescentando que "vale a pena marcar o projeto como um potencial começo para algo grande". Cat Zhang, da Pitchfork, afirmou que Rae "oferece o tipo de pop plástico e puro que o público online ironicamente, e depois sem ironia, devora", analisando a faixa "I Got It Bad" descrevendo-a como "uma canção pop deslumbrante da virada do milênio" e avaliando que "há uma recompensa imediata nos floreios chamativos e no baixo pesado da música". Liam Hess, da Vogue, também destacou "I Got It Bad", chamando-a de "uma autêntica obra-prima pop com uma dose bem-vinda de estranheza", continuando que "lembra Britney Spears em seu auge, com um refrão irresistível e envolvente e uma ponte poderosa".
Steffanee Wang, da Nylon, escreveu que "a música vale a pena. O estilo pop de [AR] é o tipo de pop que você não consegue olhar muito de perto porque realmente não há nada mais profundo para brilhar. Tudo o que ele é e será já está exposto em seu exterior reluzente e brilhante". Larisha Paul, da Rolling Stone, comentou que o EP "desenterra algumas das músicas mais esperadas que ela já havia demonstrado por trechos e prévias desde que fez sua estreia musical", chamando "2 Die 4" de uma "colaboração de destaque com a maestrina pop Charli XCX".  Escrevendo para Ones to Watch, Alessandra Rincon disse que Rae "pode finalmente adicionar uma estrela pop verificada ao seu currículo cada vez maior", afirmando que "I Got It Bad" é a música que "indiscutivelmente se beneficiou mais da mixagem retrabalhada, introduzindo o conjunto da obra com uma energia nova e revigorante", chamando-a de "uma faixa inegavelmente cativante a ponto de até mesmo os cínicos provavelmente terão dificuldade em encontrar defeitos nesta canção pop impecável".

## Lista de faixas
| AR – Edição padrão |                                 |                                                                                      |                                 |         |  |
| N.º                | Título                          | Compositor(es)                                                                       | Produtor(es)                    | Duração |  |
| 1.                 | "I Got It Bad"                  | Addison Rae Easterling Brett McLaughlin Madison Love Oscar Görres Rami Yacoub        | Görres Yacoub                   | 2:52    |  |
| 2.                 | "2 Die 4" (part. de Charli XCX) | Easterling Andrew Goldstein McLaughlin Charlotte Aitchison Jacob Kasher Hindlin Love | Goldstein                       | 2:06    |  |
| 3.                 | "Nothing On (But the Radio)"    | Easterling Billy Steinberg Hindlin Josh Alexander Love                               | Jack & Coke Alexander Steinberg | 2:29    |  |
| 4.                 | "It Could've Been U"            | Easterling Alexander Glantz Tia Scola                                                | Alexander 23                    | 2:15    |  |
| Duração total:     | Duração total:                  | Duração total:                                                                       | Duração total:                  | 9:42    |  |

| AR – Faixa bônus do Spotify |                |                                                                            |                              |         |  |
| N.º                         | Título         | Compositor(es)                                                             | Produtor(es)                 | Duração |  |
| 5.                          | "Obsessed"     | Easterling McLaughlin Ryan McMahon Benjamin Levin Blake Slatkin Love Scola | Benny Blanco Slatkin McMahon | 2:15    |  |
| Duração total:              | Duração total: | Duração total:                                                             | Duração total:               | 11:57   |  |

## Tabelas musicais
| Tabela musical (2023)                              | Melhor posição |
| -------------------------------------------------- | -------------- |
| Estados Unidos (Billboard Heatseekers Albums)      | 19             |
| Estados Unidos (Billboard Top Current Album Sales) | 45             |